# Judicaël Baquet
Pour les articles homonymes, voir Baquet.
Pas d'image ? Cliquez ici

a Compétitions nationales et continentales officielles uniquement.

Dernière mise à jour le 24 février 2012.
Judicaël Baquet, né le 18 janvier 1982, est un joueur de rugby à XV français qui évolue au poste de pilier au sein de l'effectif du Stade langonnais de 2011 à 2018.